# 沃尔特·蒙代尔
沃尔特·弗雷德里克·“弗里茨”·蒙代尔（Walter Frederick "Fritz" Mondale，1928年1月5日—2021年4月19日），美国民主黨政治人物，第42任副總統，在擔任副總統前他代表明尼蘇達州任過兩屆聯邦參議員（1964年－1976年）。蒙代尔曾參與1984年美国总统选举，但最後以懸殊差距敗於罗纳德·里根。

## 早年生活
1928年1月5日蒙代尔出生于明尼苏达州。1940年代末蒙代尔还在明尼苏达大学上学的时候就热衷于政治，他那时帮助后来成为明尼苏达州政治人物休伯特·汉弗莱竞选参议员。结果，汉弗雷成功当选国会参议员，而年轻的蒙代尔也初尝竞选成功的喜悦。数年后的1951年，蒙代尔从明尼苏达大学毕业，获得政治学学士学位。大学毕业后，蒙代尔曾在美国陆军短期服役。
退役后，蒙代尔重返明尼苏达大学，1956年从该校法学院获得法律学位，成为一名律师。取得律师资格后，蒙代尔作了四年开业律师。1960年蒙代尔32岁时接受明尼苏达州州长的任命，成为州检察长，开始了他的首任公职。

## 政治生涯
1964年，蒙代尔政治上的老师、參议员休伯特·汉弗莱與時任總統林登·约翰逊拍擋參選，成功当选为美国副总统，他原来在国会参议院的席位出现空缺，结果明尼苏达州州长任命蒙代尔去国会，接替汉弗雷的参议员职位。在以后的选举中，明尼苏达选民对蒙代尔的表现很满意，又接连两次选举他作参议员。
1976年是蒙代尔政治生涯的高峰。受水門事件影響，共和党形勢低迷，1974年的國會中期選舉，民主党取得三分之二的國會參眾兩院議席。之後1976年民主黨总统候选人、前喬治亞州州長吉米·卡特挑选蒙代尔作他的竞选伙伴，一同问鼎白宫。结果，在当年的总统选举中，卡特和蒙代尔一道竞选成功，分别成为美国总统和副总统。

## 副總統（1977－1981）
當吉米·卡特在1976年贏得民主黨提名後，他便選擇了蒙代爾作為他的競選搭檔。在1976年11月2日成功與卡特當選，1977年蒙代爾成為了四年來的第四位副總統，此前為斯皮羅·阿格紐（1969－1973）、福特（1973－1974）和納爾遜·洛克斐勒（1974－1977）。
在卡特的領導下，蒙代爾足跡遍及全國各地，在倡導政府的外交政策，他的旅行還包括訪問中途島號航空母艦 （CV-41），該航尚空母艦曾在伊朗人質危機期間在印度洋駐守。蒙代爾是第一位在白宮擁有自己辦公室的副總統。他開始與總統每週共進午餐，這一傳統一直延續到今天。更重要的是，他將副總統的角色擴大成為總統顧問、全職參與以及負責解決政府難題等定位。

### 1980年連任失利
卡特和蒙代爾在1980年的民主黨全國代表大會上被提名成為總統和副總統候選人，但在1980年總統選舉輸給了共和黨的隆納·雷根和老布什。

## 卸任之後（1981－2021）

### 1984年總統選舉
1980年大選失敗後，蒙代爾短暫地回到了位於芝加哥的溫斯頓與斯特勞恩律師事務所，但他打算於不久後重返政壇。

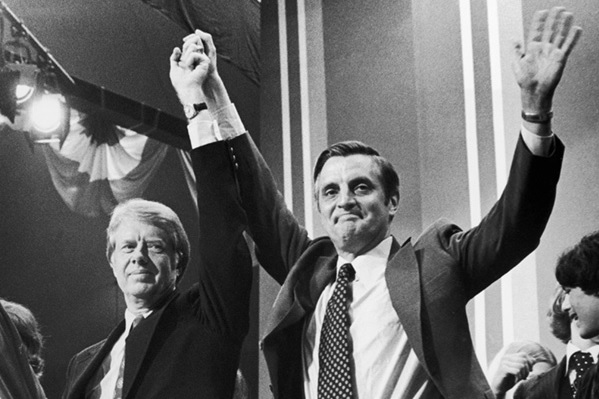
蒙代爾與卡特在1984年初選慶祝勝利
蒙代爾在1984年中成為民主黨總統候選人

1984年總統選舉，蒙代爾選擇了來自紐約的傑羅丁·費拉羅作為競選搭檔，使她成為第一位由主要政黨提名的女性副總統候選人。
在第一次的總統辯論中，蒙代爾的表現出乎意料地出色，這使許多人質疑雷根的年齡是否有能力繼續出任總統職位（裡根當時的年齡為73歲，而蒙代爾當時只有56歲）。在1984年10月21日的第二次總統辯論中，雷根開玩笑地說：「我不會把年齡作為這次競選的問題，也不會出於政治目的利用我對手的年輕和缺乏經驗。」
結果最後蒙代爾在選舉中只取得37,577,352選票以及40.6%的得票率，只從538張選舉人票中取得13張選票。雷根順利連任並締造創舉，這是自1936年選舉民主黨富蘭克林·羅斯福勝於共和黨阿爾夫·蘭登之後，美國歷史上獲得最多選舉人票數的得票紀錄，至今紀錄仍未被打破。

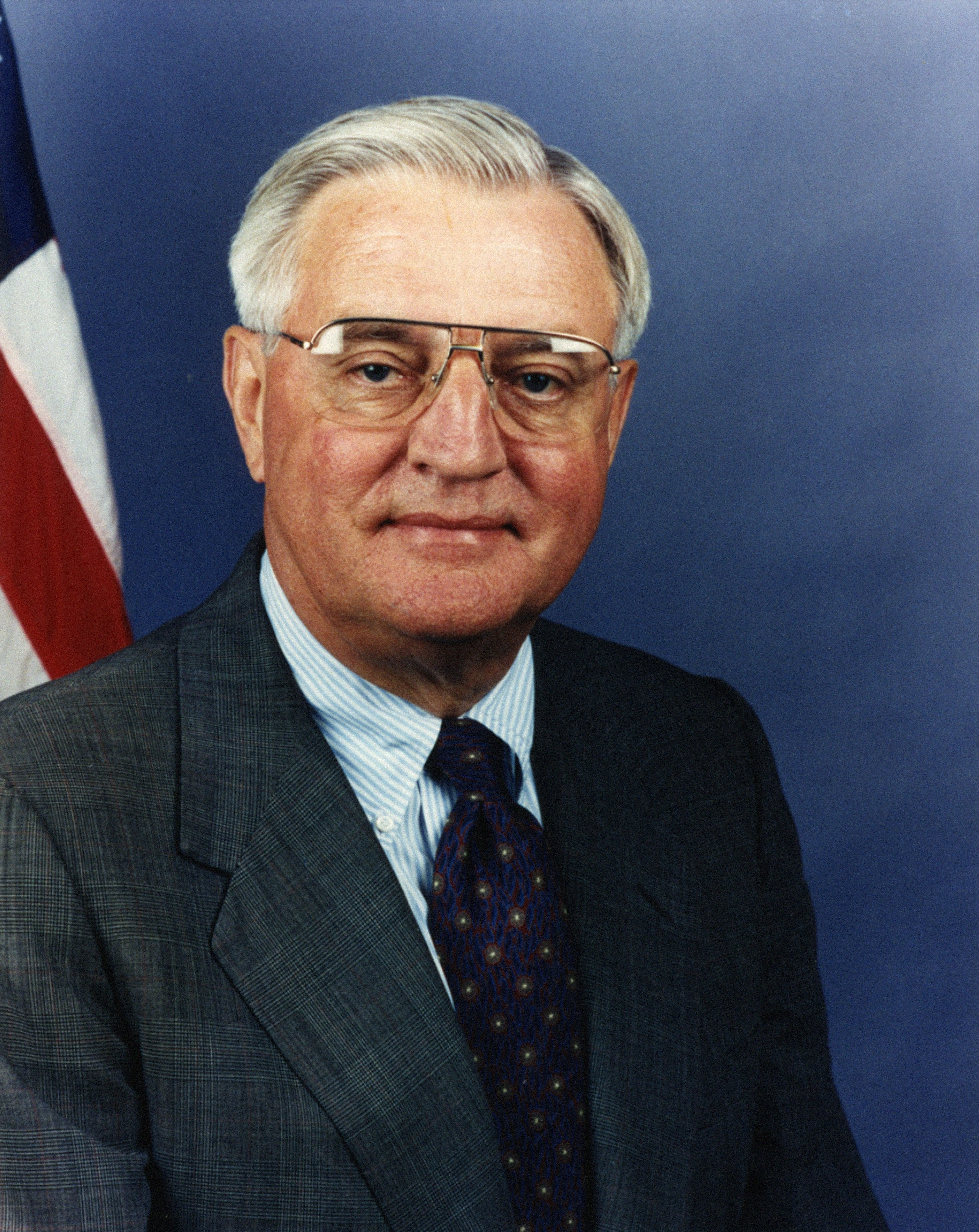
時任美國駐日大使的孟岱爾

1992年，在经历了共和党人里根和老布什执掌白宫12年之后，民主党人、時任阿肯色州州長比爾·克林顿成为美国总统。在野多年的民主党人也纷纷返回政界，发挥他们的作用。1993年8月，克林顿总统提名蒙代尔出任美国驻日本大使，经参议院表决通过后，蒙代尔便马上上任，于1997年底从日本回到老家明尼苏达，再次作起普通公民。

### 2002年美國參議院選舉
2002年，本來競選連任的明尼蘇達參議員的保羅·威斯頓墮機身亡，由於民主黨在短時間難以找替代人選，決定找已經74歲的孟岱爾復出政壇，代表民主黨參加中期選舉競選參議員，與共和黨候選人，前聖保羅市市長诺姆·科尔曼一同競選。
結果蒙代爾競選失敗，只取得1,067,246張选票（47.34％），敗給了科爾曼的1,116,697張选票（49.53％）。

### 普通公民
2004年，蒙代爾成為了兩黨憲法項目的法律顧問委員會聯席主席。2008年他支持參議員希拉里·克林顿在2008年競選總統。但最终他批准了參議員贝拉克·奥巴马成為民主黨總統候選人，並成功當選。
如果说作为参议员、美国副总统，蒙代尔为美国政府、美国人民做了许多事情的话，他重新成为一名普通美国公民的生活也是丰富多采的。从1980年代中期到1990年代初，蒙代尔在他的老家明尼苏达州担任了多重社会角色。他作律师，作教授，还兼任一些非盈利机构或大公司的董事。另外，蒙代尔还利用自己的社会地位，组织了多次研讨会，讨论世界范围的民主与正义问题，力图影响世界政治的发展。
卡特和蒙代爾是美國歷史上離任最長的總統和副總統。2021年2月21日，他們離任的時間為14642天，超過了约翰·亚当斯總統和副總統托马斯·杰斐逊創下的紀錄，兩人皆於1826年7月4日在同一天去世。2021年2月21日，蒙代爾以14642天成為了離任時間最長的副總統，超過了理查德·尼克松離任的時間。隨著乔治·赫伯特·沃克·布什於2018年11月30日去世，蒙代爾在2021年4月19日去世前成為了美國仍然在世且最長壽的副總統，而卡特也成為了美國現時最長壽的總統。

## 逝世
蒙代爾于2021年4月19日在明尼阿波利斯逝世，享年93岁。他是目前美國第四長壽的副總統，仅次于约翰·南斯·加纳、列维·P·莫顿和老布什。

## 個人生活

### 婚姻與家庭
1955年，他与乔安·蒙代尔结婚，两人育有三名子女，次女于2011年逝世。乔安于2014年因患阿尔茨海默症逝世。

## 荣誉

### 外国勋章奖章
- 桐花大绶章（日本，2008年11月3日公布[4]）